# Daniela Strietzel

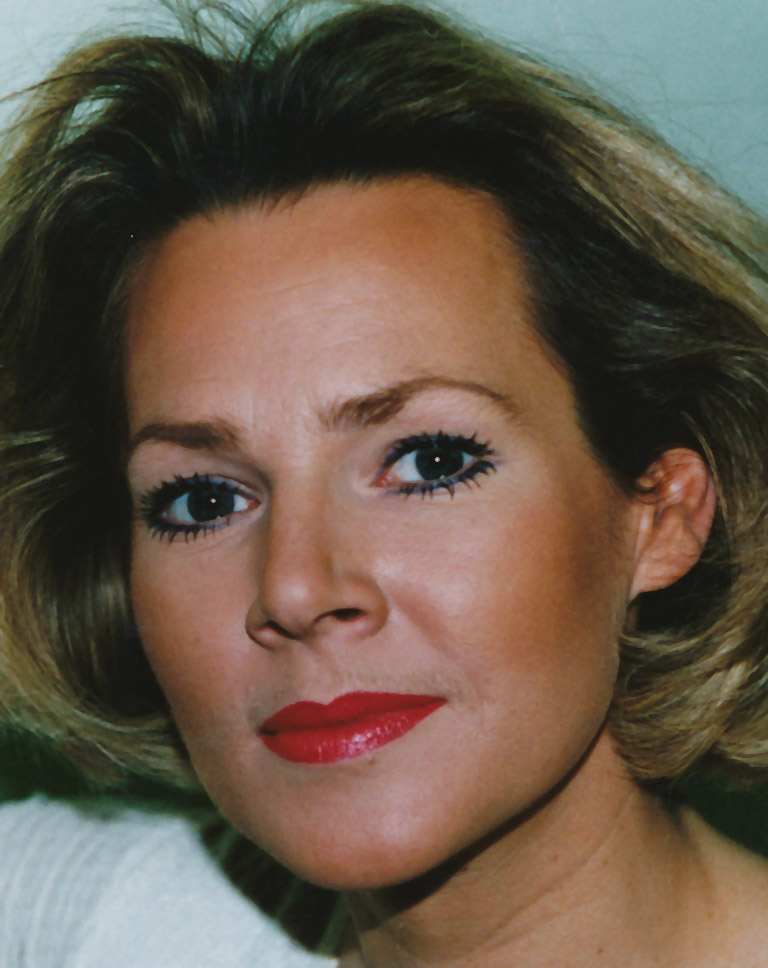
Daniela Strietzel

Claudia Daniela Strietzel (* 18. November 1958 in Berlin) ist eine deutsche Schauspielerin, Synchron- und Hörspielsprecherin.

## Leben
Daniela Strietzel wuchs als Tochter des Kabarettisten Achim Strietzel und dessen Ehefrau Gitta Strietzel-Selchow in West-Berlin auf.
Als Kind stand sie erstmals in der Rolle der Selma in Die Ratten auf der Bühne. 1984 erhielt sie den Daphne-Preis der Berliner Theatergemeinde, 1986 den Boy-Gobert-Preis für förderungswürdige Schauspieler. Mit 27 Jahren übernahm sie am Theater des Westens die weibliche Hauptrolle in der Musical-Uraufführung Der Schlemihl.
In einer vom Fernsehen übertragenen Theateraufführung von Der Geizige agierte sie im Jahr 1990 als Elise neben Harald Juhnke. Sie wirkte in mehreren Fernsehserien mit und mimte in der RTL-Serie Dr. Stefan Frank – Der Arzt, dem die Frauen vertrauen vier Jahre lang die Tierärztin Dr. Susanne Berger. Zudem war sie öfters mit Gastauftritten in Serien zu sehen, wie beispielsweise als Doris Bradford in der ZDF-Serie Unser Charly.
Als Synchronsprecherin lieh sie unter anderem Pamela Sue Martin in Der Denver-Clan ihre Stimme. Mittlerweile hält sie Lesungen, bei denen auch ihre Bilder gezeigt werden.
Strietzel ist geschieden und Mutter einer Tochter (* 1990).

## Filmografie

### Schauspielerin
- 1979: Die Koblanks
- 1984: Ein kurzes Leben lang (NDR-Fernsehserie, zusammen mit ihrem Vater)
- 1985: Ein Heim für Tiere (Fernsehserie, 2 Folgen)
- 1985: Schöne Ferien – Urlaubsgeschichten aus Kenia (Reihe)
- 1986: Vertrauen gegen Vertrauen
- 1989: Praxis Bülowbogen (Fernsehserie, Folge: Schuldgefühle)
- 1990: Der Geizige
- 1990: Der Millionenerbe (Fernsehserie, 1 Folge)
- 1992: Tücken des Alltags (Serie)
- 1993: Das Traumschiff – Ägypten (Fernsehreihe)
- 1994: Florida Lady – Tour d’amour (Serie)
- 1994: Hallo, Onkel Doc! – Der kleine Unbekannte (Serie)
- 1995–1999: Dr. Stefan Frank – Der Arzt, dem die Frauen vertrauen (Fernsehserie)
- 1997: Ein starkes Team – Mordlust (Fernsehreihe)
- 1998: Unser Charly (Fernsehserie, 2 Folgen)
- 2002: Ich lass mich scheiden (Fernsehserie, 1 Folge)
- 2003/2004: Hallo Robbie! (Fernsehserie, 4 Folgen)

### Synchronsprecherin
- 1967: Für Judy Geeson in Zirkus des Todes als Angela Rivers (Synchro im Jahr 1994)
- 1986: Für Isabelle Walker in Love Boat als Karen Haywood (Fernsehserie)
- 1987: Für Joanne Samuel in Ein Krokodil weint nicht als Sally
- 1996: Für Rosanna Arquette in Crash als Gabrielle
- 1996: Für Salma Hayek in From Dusk Till Dawn als Satanico Pandemonium
- 1999: Für Stockard Channing in The West Wing – Im Zentrum der Macht als Abigail 'Abbey' Bartlet
- 2003: Für Larissa Borkowski in American Reel als Natasha
- 2005: Für Meagen Fay in Desperate Housewives als Norma Harper (Fernsehserie)
- 2011: Für Biyouna in Quelle der Frauen als Jungfer (Synchro im Jahr 2013)
- 2013: Jack und das Kuckucksuhrherz als Brigitte Helm

### Hörspiele
- 2013: ab Folge 109 Bibi Blocksberg (als Amanda Schwefeldampf)